# Tommelen
Tommelen is een natuurgebied in de Belgische stad Hasselt. Het gebied is ongeveer 12 hectare groot.
Het park is ingesloten tussen de A13/E313, de Grote Ring en het (vervuilde) voormalig rangeerstation van de NMBS ten westen van de stad. Het omvat een groot aantal (122) poelen van verschillende grootte en diepte, sommige permanent, andere droogvallend in de zomer. De vegetatie bestaat deels uit soortenrijk grasland terwijl een kleine helft is bebost. Het terrein is sedert 1995 eigendom van de stad Hasselt en wordt beheerd door natuurvereniging Natuurpunt. Het gebied is een belangrijk voortplantingsbiotoop voor amfibieën, waaronder de bruine kikker, kleine watersalamander en alpensalamander en de zeldzamere kamsalamander.

## Geschiedenis

### Bombardement
In de lente van 1944 was het rangeerstation van Hasselt het doelwit van Amerikaanse bombardementen, omdat de Duitse bezetter het gebruikte als knooppunt tussen het westelijk front (voornamelijk de haven van Antwerpen) en het Duitse hinterland. Amerikaanse bombardementen gebeurden door vliegtuigen in grote formaties die tegelijk hun bommen lieten vallen, zodat heel wat projectielen vlak naast elkaar neerkwamen, maar ook grotendeels naast het eigenlijke doelwit. Vandaar dat de poelen, die in de bommenkraters ontstonden verschillende vormen en dieptes hebben. De plaatselijke naam van het gebied is trouwens de bommekoeters. Dat niet alle bommen toen zijn ontploft, bleek nog in 2008 bij graafwerken langs de weg die naast het natuurdomein loopt. Ook in mei 2021 werd er op een bouwwerf in de buurt nog een Britse bom van 500 kilogram gevonden.

### Erkenning
Door de gunstige ligging ten opzichte van de stad en de snelwegen was het gebied bestemd voor uitbreiding van de industriële ontwikkeling. Natuurliefhebbers, wijkbewoners en het Groencomité Hasselt voerden echter intensief actie, met als gevolg dat het terrein in 2004 als natuurgebied werd erkend. Er wordt ook voor geijverd om het in verband met de duidelijke littekens van de Tweede Wereldoorlog als cultureel erfgoed te laten erkennen. Het beboste gedeelte werd op 9 november 2008 gedeeltelijk (her)beplant tot het eerste Vlaamse vredesbos.